# Médaille d'or de la Royal Astronomical Society

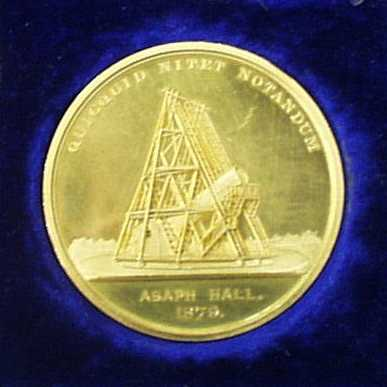
La médaille d'or remise à Asaph Hall en 1879

La médaille d'or est la plus prestigieuse récompense remise par la Royal Astronomical Society britannique, depuis 1824.

## Histoire
Au début, il arrivait souvent que plusieurs médailles soient décernées la même année, mais à partir de 1833, il fut décidé de n'en délivrer qu'une seule par an. Ceci créa un problème en 1846 après la découverte de Neptune, car beaucoup pensaient qu'une récompense devrait être remise à la fois à John Couch Adams et Urbain Le Verrier. Une controverse s'ensuivit, et aucune médaille ne fut remise en 1847.
Pour résoudre la controverse, douze médailles d'« estime » furent remises en 1848, notamment à Adams et Le Verrier, et le rythme d'une médaille par an reprit à partir de 1849. Adams et Le Verrier ne reçurent leur récompense qu'en 1866 et 1868, respectivement.
À part deux exceptions en 1867 et 1886 où deux médailles furent décernées, et quelques années où il n'y en eu pas du tout, ce rythme continua jusqu'en 1963. Depuis 1964, deux médailles sont remises tous les ans, une dans le domaine de l'astronomie et l'autre celui de la géophysique.

## Lauréats

### XIXesiècle
- 1824 : Charles Babbage, Johann Franz Encke
- 1826 : John Herschel, James South, Wilhelm Struve
- 1827 : Francis Baily
- 1828 : Sir Thomas Makdougall Brisbane, James Dunlop, Caroline Herschel
- 1829 : William Pearson, Friedrich Wilhelm Bessel, Heinrich Christian Schumacher
- 1830 : William Richardson, Johann Franz Encke
- 1831 : Capitaine Henry Kater, Baron Marie-Charles Damoiseau
- 1833 : George Biddell Airy
- 1835 : Manuel Johnson
- 1836 : John Herschel
- 1837 : Otto August Rosenberger
- 1839 : John Wrottesley
- 1840 : Giovanni Plana
- 1841 : Friedrich Wilhelm Bessel
- 1842 : Peter Andreas Hansen
- 1843 : Francis Baily
- 1845 : Capitaine William Henry Smyth
- 1846 : George Biddell Airy
- 1849 : William Lassell
- 1850 : Otto Wilhelm von Struve
- 1851 : Annibale de Gasparis
- 1852 : Christian August Friedrich Peters
- 1853 : John Russell Hind
- 1854 : Charles Rümker
- 1855 : William Rutter Dawes
- 1856 : Robert Grant
- 1857 : Heinrich Schwabe
- 1858 : Robert Main
- 1859 : Richard Christopher Carrington
- 1860 : Peter Andreas Hansen
- 1861 : Hermann Mayer Salomon Goldschmidt
- 1862 : Warren de la Rue
- 1863 : Friedrich Wilhelm Argelander
- 1865 : George Phillips Bond
- 1866 : John Couch Adams
- 1867 : William Huggins, William Allen Miller
- 1868 : Urbain Le Verrier
- 1869 : Edward James Stone
- 1870 : Charles-Eugène Delaunay
- 1872 : Giovanni Schiaparelli
- 1874 : Simon Newcomb
- 1875 : Heinrich Louis d'Arrest
- 1876 : Urbain Le Verrier
- 1878 : Baron Ercole Dembowski
- 1879 : Asaph Hall
- 1881 : Axel Möller
- 1882 : David Gill
- 1883 : Benjamin Apthorp Gould
- 1884 : Andrew Ainslie Common
- 1885 : William Huggins
- 1886 : Edward Charles Pickering, Charles Pritchard
- 1887 : George William Hill
- 1888 : Arthur Auwers
- 1889 : Maurice Lœwy
- 1892 : George Darwin
- 1893 : Hermann Carl Vogel
- 1894 : Sherburne Wesley Burnham
- 1895 : Isaac Roberts
- 1896 : Seth Carlo Chandler
- 1897 : Edward Emerson Barnard
- 1898 : William Frederick Denning
- 1899 : Frank McClean
- 1900 : Henri Poincaré

### XXesiècle
- 1901 : Edward Charles Pickering
- 1902 : Jacobus Kapteyn
- 1903 : Hermann Struve
- 1904 : George Ellery Hale
- 1905 : Lewis Boss
- 1906 : William Wallace Campbell
- 1907 : Ernest William Brown
- 1908 : Sir David Gill
- 1909 : Oskar Backlund
- 1910 : Friedrich Küstner
- 1911 : Philip Herbert Cowell
- 1912 : Arthur Robert Hinks
- 1913 : Henri-Alexandre Deslandres
- 1914 : Max Wolf
- 1915 : Alfred Fowler
- 1916 : John L. E. Dreyer
- 1917 : Walter Sydney Adams
- 1918 : John Evershed
- 1919 : Guillaume Bigourdan
- 1921 : Henry Norris Russell
- 1922 : James Hopwood Jeans
- 1923 : Albert A. Michelson
- 1924 : Arthur Eddington
- 1925 : Sir Frank Watson Dyson
- 1926 : Albert Einstein
- 1927 : Frank Schlesinger
- 1928 : Ralph Allan Sampson
- 1929 : Ejnar Hertzsprung
- 1930 : John Stanley Plaskett
- 1931 : Willem de Sitter
- 1932 : Robert Grant Aitken
- 1933 : Vesto Slipher
- 1934 : Harlow Shapley
- 1935 : E. Arthur Milne
- 1936 : Hisashi Kimura
- 1937 : Harold Jeffreys
- 1938 : William Hammond Wright
- 1939 : Bernard Lyot
- 1940 : Edwin Hubble
- 1943 : Harold Spencer Jones
- 1944 : Otto Struve
- 1945 : Bengt Edlen
- 1946 : Jan Oort
- 1947 : Marcel Minnaert
- 1948 : Bertil Lindblad
- 1949 : Sydney Chapman
- 1950 : Joel Stebbins
- 1951 : Anton Pannekoek
- 1952 : John Jackson
- 1953 : Subrahmanyan Chandrasekhar
- 1954 : Walter Baade
- 1955 : Dirk Brouwer
- 1956 : Thomas George Cowling
- 1957 : Albrecht Unsöld
- 1958 : André Danjon
- 1959 : Raymond Arthur Lyttleton
- 1960 : Viktor Ambartsumian
- 1961 : Herman Zanstra (en)
- 1962 : Bengt Strömgren
- 1963 : Harry Hemley Plaskett
- 1964 : Martin Ryle, Maurice Ewing
- 1965 : Gerald M. Clemence, Edward Bullard
- 1966 : Ira S. Bowen, Harold Clayton Urey
- 1967 : Allan Sandage, Hannes Alfvén
- 1968 : Sir Fred Hoyle, Walter Munk
- 1969 : Martin Schwarzschild, Albert T. Price (en)
- 1970 : Horace W. Babcock
- 1971 : Sir Richard van der Riet Woolley, Frank Press
- 1972 : Fritz Zwicky, H. I. S. Thirlaway (en)
- 1973 : Edwin Salpeter, Francis Birch
- 1974 : Ludwig Biermann, K. E. Bullen
- 1975 : Jesse Greenstein, Ernst Öpik
- 1976 : William H. McCrea, J. A. Ratcliffe
- 1977 : John G. Bolton, David R. Bates
- 1978 : Lyman Spitzer, James Alfred van Allen
- 1979 : C. G. Wynne, Leon Knopoff (en)
- 1980 : Maarten Schmidt, C. L. Pekeris (en)
- 1981 : Sir Bernard Lovell, James Freeman Gilbert
- 1982 : Riccardo Giacconi, Sir Harrie Massey
- 1983 : Michael John Seaton, Fred Lawrence Whipple
- 1984 : Yakov Borisovich Zel'dovich, Keith Runcorn (en)
- 1985 : Stephen Hawking, Thomas Gold
- 1986 : Alexander Dalgarno, George Edward Backus
- 1987 : Martin Rees, Takeshi Nagata
- 1988 : Cornelis de Jager, Don L. Anderson
- 1989 : K. A. Pounds, Raymond Hide
- 1990 : B. E. J. Pagel, James W. Dungey (en)
- 1991 : Vitaly Ginzburg, Gerald J. Wasserburg
- 1992 : Eugene N. Parker, Dan P. McKenzie
- 1993 : Donald Lynden-Bell, Peter Goldreich
- 1994 : James E. Gunn, Thomas R. Kaiser
- 1995 : Rashid Sunyaev, John Houghton
- 1996 : Vera Rubin, Kenneth Creer
- 1997 : Donald Osterbrock, Donald Farley
- 1998 : James Peebles, Robert L. Parker (en)
- 1999 : Bohdan Paczyński, Kenneth Budden
- 2000 : Leon Lucy, R. Hutchinson

### XXIesiècle
- 2001 : Hermann Bondi, H. Rishbeth
- 2002 : Leon Mestel, J. A. Jacobs
- 2003 : John Bahcall, David Gubbins
- 2004 : Jeremiah P. Ostriker, Grenville Turner (en)
- 2005 : Margaret Burbidge, Geoffrey Burbidge, Carole Jordan
- 2006 : Simon White, S. W. H. Cowley
- 2007 J. L. Culhane (en), Nigel O. Weiss
- 2008 : Joseph Silk, Brian Kennett
- 2009 : David A. Williams, Eric Priest (en)
- 2010 Douglas Gough (en), John Woodhouse [1]
- 2011 : Richard Ellis, Eberhard Grün (en)[2]
- 2012 : Andy Fabian, John Brown (en) [3]
- 2013 : Roger Blandford, Chris Chapman (en) [4]
- 2014 : Carlos Frenk, John Jarnecki
- 2015 : Michel Mayor, Mike Lockwood (en)
- 2016 : John Barrow, Philip England
- 2017 : Nick Kaiser, Michele Dougherty[5]
- 2018 : James Hough, Robert White (en)
- 2019 : Robert Kennicutt, Margaret Kivelson (en)
- 2020 : Sandra Moore Faber, Yvonne Elsworth (en)
- 2021 : Jocelyn Bell, Thorne Lay (en)
- 2022 : George Efstathiou, Richard B. Horne
- 2023 John Peacock (en), Timothy N. Palmer
- 2024 : Gilles Chabrier, John-Michael Kendall (en)[6]

## Médailles d'argent
En deux occasions, des médailles d'argent furent également décernées, mais cette idée fut rapidement abandonnée par la suite.
- 1824 Charles Rümker, Jean-Louis Pons
- 1827 William Samuel Stratford, Col. Mark Beaufoy

## Médailles d'«estime» de 1848
- George Biddell Airy
- John Couch Adams
- Friedrich Wilhelm Argelander
- George Bishop
- Lt-Col. George Everest
- Sir John Herschel
- Peter Andreas Hansen
- Karl Ludwig Hencke
- John Russell Hind
- Urbain Le Verrier
- Sir John William Lubbock
- Maxmilian Weisse